# Teucholabis (Teucholabis) inepta bisetosa
Teucholabis (Teucholabis) inepta bisetosa is een ondersoort van de tweevleugelige Teucholabis (Teucholabis) inepta uit de familie steltmuggen (Limoniidae). De ondersoort komt voor in het Neotropisch gebied.